# Bischof

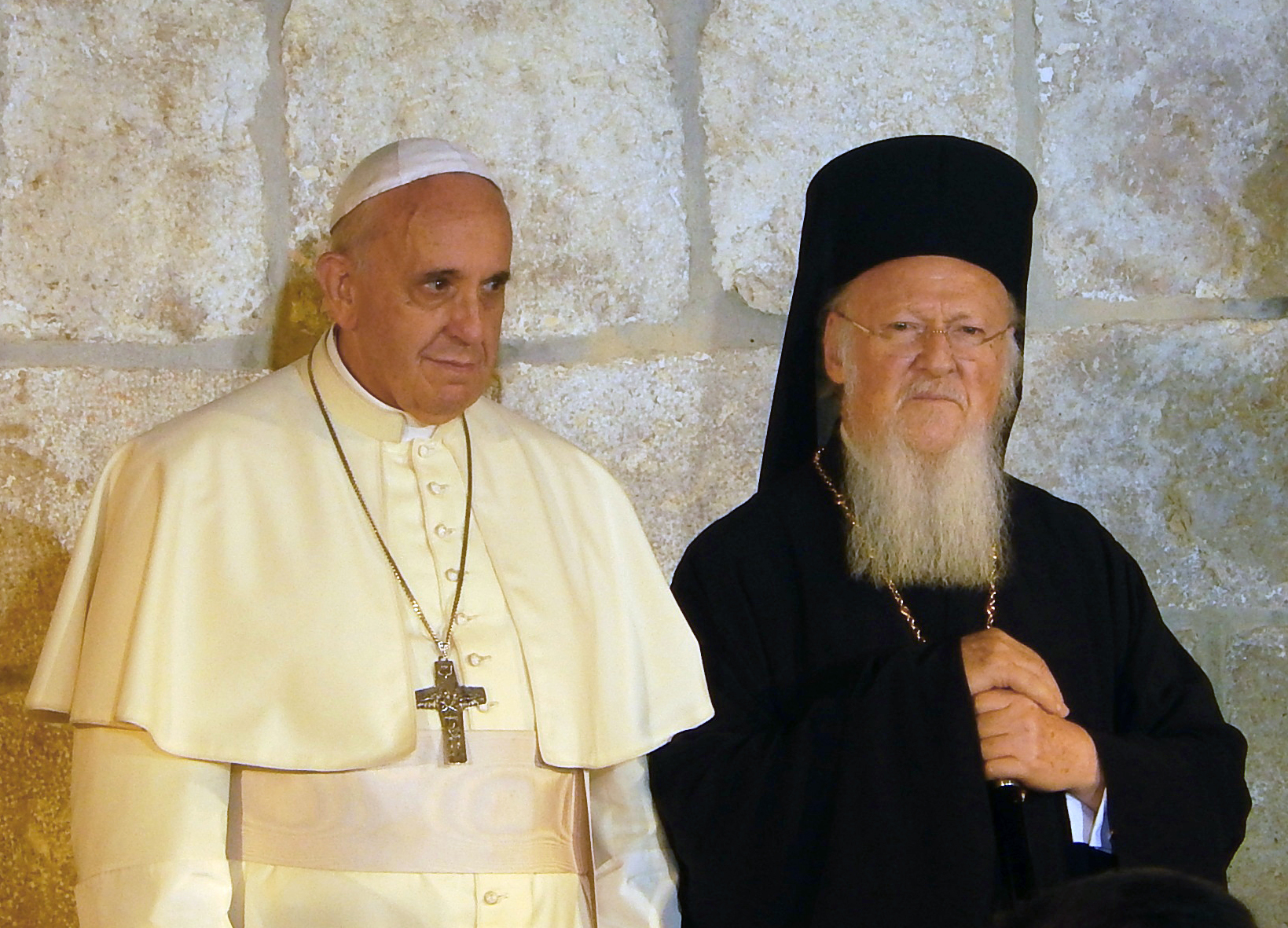
Der damalige Bischof von Rom, Papst Franziskus, und der Bischof von Konstantinopel, Patriarch Bartholomäus, in Jerusalem, 2014

Ein Bischof (von altgriechisch ἐπίσκοπος epískopos ‚Aufseher‘, ‚Hüter‘, ‚Schützer‘) ist in christlichen Kirchen der Inhaber eines Leitungsamtes geistlicher und administrativer Art. Meistens handelt es sich um die Leitung innerhalb eines bestimmten Gebietes mit mehreren Lokalgemeinden. Das Bischofsamt und auch die Gesamtheit der Bischöfe werden als Episkopat bezeichnet. Die Bischöfe sind Teil des Bischofskollegiums.

## Neues Testament und frühes Christentum
Das Neue Testament der Bibel bietet einige Anhaltspunkte für das Wesen des christlichen Bischofs:
Der Gemeindeleiter – 1 Tim 3,1–7 :

„Das Wort ist glaubwürdig: Wer das Amt eines Bischofs anstrebt, der strebt nach einer großen Aufgabe. Deshalb soll der Bischof untadelig, Mann einer einzigen Frau, nüchtern, besonnen sein, von würdiger Haltung, gastfreundlich, fähig zu lehren; er sei kein Trinker und kein gewalttätiger Mensch, sondern rücksichtsvoll; er sei nicht streitsüchtig und nicht geldgierig. Er muss seinem eigenen Haus gut vorstehen,  seine Kinder in Gehorsam und allem Anstand erziehen. Wenn einer seinem eigenen Haus nicht vorstehen kann, wie soll der für die Kirche Gottes sorgen? Er darf kein Neubekehrter sein, damit er nicht hochmütig wird und dem Gericht des Teufels verfällt. Er muss aber auch bei den Außenstehenden einen guten Ruf haben, damit er nicht in üble Nachrede kommt und in die Falle des Teufels gerät.“

Einsetzung geeigneter Bischöfe und Ältester – Tit 1,5–9 :

„Ich habe dich in Kreta deswegen zurückgelassen, damit du das, was noch zu tun ist, zu Ende führst und in den einzelnen Städten Älteste einsetzt, wie ich dir aufgetragen habe, wenn einer unbescholten und Mann einer einzigen Frau ist, mit gläubigen Kindern, die nicht unter dem Vorwurf der Liederlichkeit stehen oder ungehorsam sind. Denn der Bischof muss unbescholten sein als Haushalter Gottes, nicht überheblich und jähzornig, kein Trinker, nicht gewalttätig, nicht habgierig, sondern gastfreundlich, das Gute liebend; besonnen, gerecht, fromm und beherrscht, einer, der sich an das zuverlässige Wort hält, das der Lehre entspricht, damit er in der Lage ist, in der gesunden Lehre zu unterweisen und die Widersprechenden zu überführen.“

Das Bischofsamt in einer frühchristlichen Kirchenordnung (2. Jh.) – Didache 15,1–2:

„Wählt euch nun Bischöfe und Diakone, würdig des Herrn, Männer, mild und ohne Geldgier und wahrhaftig und erprobt; denn sie leisten für euch ja auch den Dienst der Propheten und Lehrer. Verachtet sie also nicht. Denn sie sind die von Gott ehrenvoll Ausgezeichneten unter euch, gemeinsam mit den Propheten und Lehrern.“

## Alte Kirche

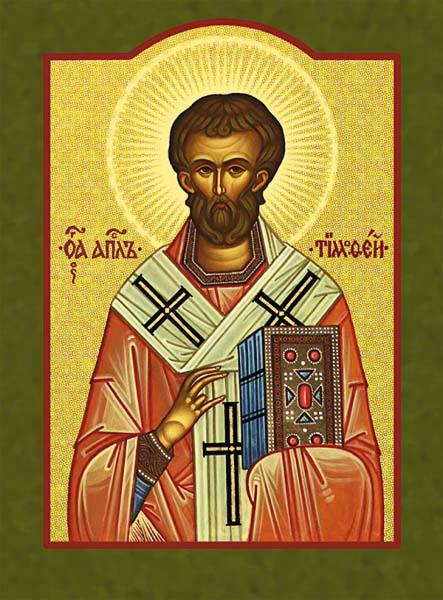
Heiliger Timotheus

Im Neuen Testament bezeichnen die griechischen Wörter epískopos (ἐπίσκοπος, „Aufseher“), presbýteros (πρεσβύτερος, „Ältester“, die Wurzel des Wortes „Priester“) und diákonos (διάκονος, „Diener“) Dienste in der Gemeinde.
Die frühen Christengemeinden wurden nicht von Einzelnen, sondern – wie auch in anderen religiösen Gemeinschaften im Altertum üblich – von einer Gruppe Ältester geleitet. Diese setzten bei Bedarf und meist zeitlich befristet einen epískopos ein oder wählten ihn auch wieder ab. Erst im Verlauf des zweiten und dritten Jahrhunderts und abhängig vom Organisationsgrad der jeweiligen Gemeinde entwickelte sich neben dem Ältestenrat auch das Amt des Bischofs und des Diakons als Dauereinrichtungen mit definierten Zuständigkeiten. In dieser Zeit entstand also schrittweise und in regional sehr unterschiedlicher Geschwindigkeit das sogenannte „monarchische Episkopat“ oder „Monepiskopat“, in dem schließlich dem Bischof allein (mónos, μόνος) die Führung (archía, ἀρχία) übertragen wurde, nachdem ihn der Ältestenrat vorgeschlagen und die Gemeinde bestätigt hatte. Denn es galt der Grundsatz: „Wer allen vorsteht, muss von allen gewählt werden.“ Nach geltender katholischer Lehre bestand das monarchische Episkopat hingegen bereits in der Mitte des ersten Jahrhunderts, und Simon Petrus sei der erste Bischof von Rom gewesen.

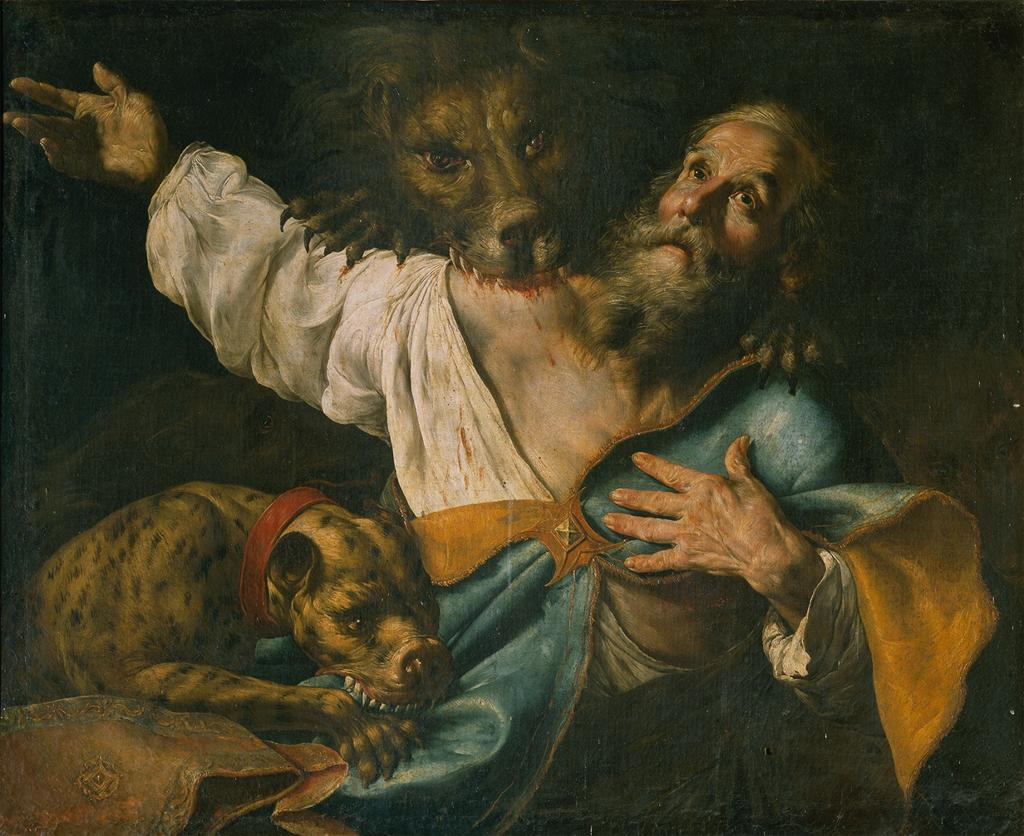
Ignatius von Antiochien, wahrscheinlich von Cesare Fracanzano, 17. Jahrhundert

Erstmals zeitgenössisch belegt ist ein Monepiskopat im zweiten Jahrhundert in den Schriften des Ignatius von Antiochien, doch erst in der Spätantike wurden die Presbyter systematisch von der Leitung der Gemeinde ausgeschlossen und eine eindeutige Hierarchie geschaffen. Im späten 2. und 3. Jahrhundert war der Bischof hingegen zumeist lediglich der Leiter einer lokalen Gemeinde, die teils weniger als 20 Personen umfasste, predigte und leitete die Feier der Eucharistie. Unterstützt wurde er von einem Gremium von Ältesten und von Diakonen. Diese Amtsfunktionen sind, mit unterschiedlichen Bezeichnungen, bis heute in den meisten Kirchen vorhanden.
Nach dem Ende des apostolischen Zeitalters der Kirche etablierten sich seit dem ausgehenden zweiten Jahrhundert mehr und mehr auch Bischöfe, die über mehrere Gemeinden die Aufsicht führten. In solchen Fällen leiteten dann Presbyter als Vertreter des Bischofs die Eucharistiefeier in den lokalen Gemeinden, die Diakone, waren die Mitarbeiter des Bischofs auf gemeindeübergreifender Ebene. Der Bereich eines solchen Bischofs wurde seit dem 4. Jahrhundert Diözese (von griech. διοίκησις dioíkēsis ‚Verwaltung[sbezirk]‘) genannt und umfasste meist eine Stadt und die umliegenden Dörfer; die Stadt war der Bischofssitz. Die Kirche übernahm damit die administrative Struktur des spätantiken Römischen Reiches, in dem es ebenfalls Diözesen gab: Die kirchliche Hierarchie (Bistum, Diözese und Patriarchat) entsprach teils sogar in der Grenzziehung der Sprengel genau der weltlichen von Provinz bzw. Civitas, Diözese und Prätorianerpräfektur. Sie bewahrte sie über das Ende der römischen Herrschaft hinaus.
Als Nord- und Mitteldeutschland sowie andere nord- und osteuropäischen Gebiete jenseits der römischen Grenzen christianisiert wurden, gab es dort noch keine Städte, daher wurden die neuen Diözesen dort ziemlich große ländliche Bezirke. Noch heute sind die Diözesen hier viel größer als im einstigen Gebiet des Imperium Romanum, wo es schon in der Antike Städte gab.
In der Auseinandersetzung mit häretischen Strömungen entwickelten sich drei Normen, um die christliche Glaubenslehre von abweichenden Lehren zu unterscheiden:
- der Kanon der Schrift
- die allgemein akzeptierten Glaubensbekenntnisse
- das Episkopat als Amt der Lehre und der Liturgie, die in der Tradition der Kirche steht

In der Folge kam es bei den Bischöfen zu unterschiedlichen Verantwortungsbereichen, wobei manche Bischöfe, gewöhnlich diejenigen einer Provinzhauptstadt, eine Aufsichtsfunktion über die übrigen Bischöfe der Gegend bekamen, woraus sich dann eine Rangordnung von Patriarch, Metropolit oder Erzbischof und Bischof entwickelte (Kirchenprovinz).

## Bischofsamt in den christlichen Denominationen

### Römisch-katholische Kirche

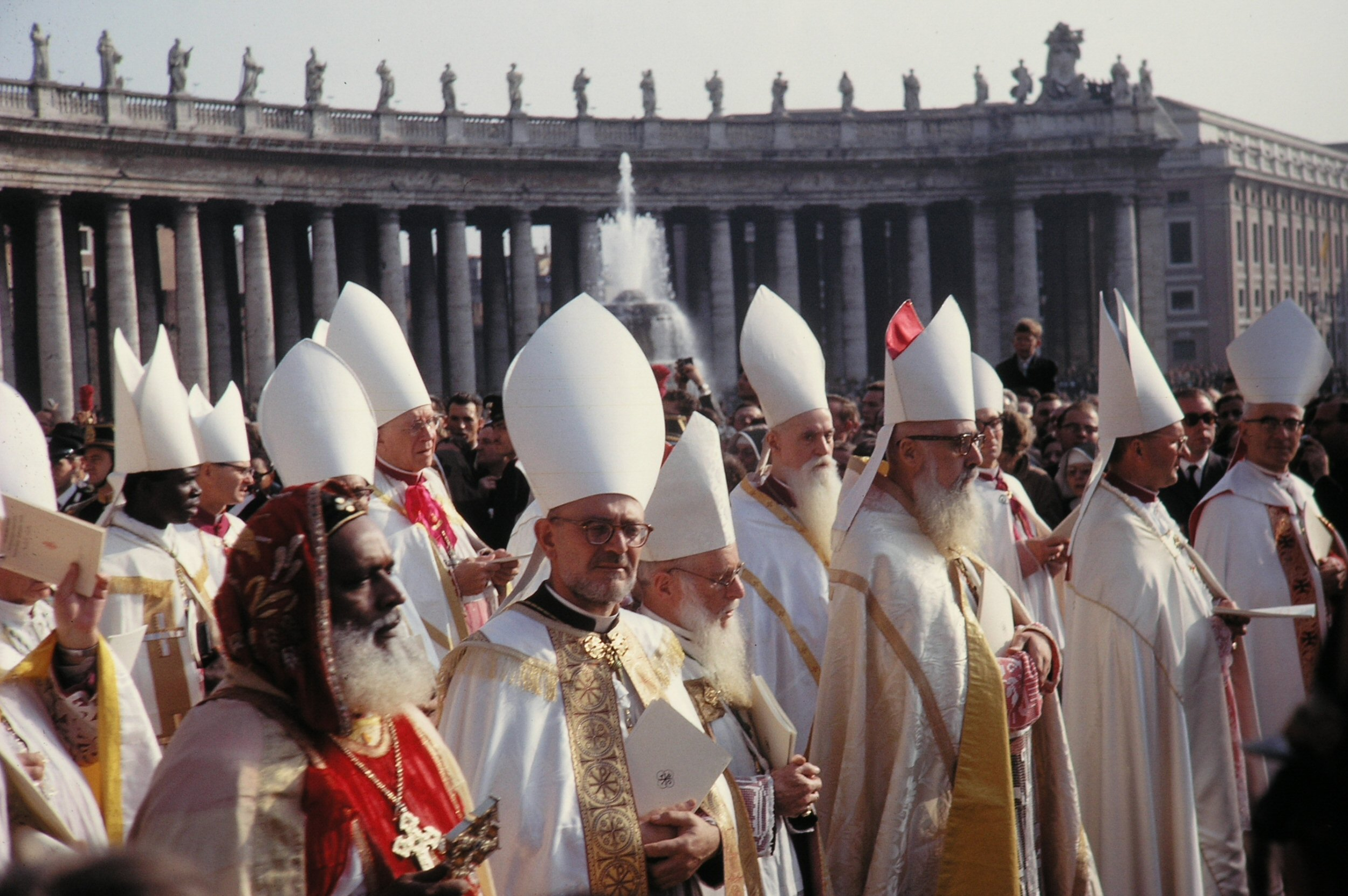
Katholische Bischöfe bei der Eröffnung des Zweiten Vatikanischen Konzils auf dem Petersplatz in Rom (1961)

In der römisch-katholischen Kirche ist der Bischof ein Kleriker, der die höchste Stufe des Weihesakramentes, die Bischofsweihe, empfangen hat. Das Bischofsamt wird nach dem Zweiten Vatikanischen Konzil verstanden als brüderlicher Dienst (diakonia, ministerium) am und im Volk Gottes, zu dessen Wohl es ausgeübt werden soll.
In einer ununterbrochenen „Reihe der Handauflegungen“ (apostolische Sukzession) sind die heutigen Bischöfe mit den Aposteln verbunden. Dabei ist nicht der „formaljuristische Beweis“ der Nachfolge entscheidend. Die Sukzession ist ein Zeichen der Nachfolge nur im Zusammenhang mit der Übereinstimmung mit dem Glauben der voraufgehenden Bischöfe.  Das Kollegium der Bischöfe hat eine Autorität in Gemeinschaft mit dem Bischof von Rom, dem Nachfolger Petri, als seinem Haupt und unbeschadet dessen primatialer Gewalt über alle Hirten und Gläubigen.
Der Diözesanbischof hat in Ausübung seines Hirtenamtes (munus pascendi) in seiner Diözese im Rahmen seiner Pflichten gegen den Papst die Fülle der Leitungs-, Lehr- und Heiligungsgewalt inne (CIC, Can. 381: „alle ordentliche, eigenberechtigte und unmittelbare Gewalt“ entsprechend dem dreifachen Amt Christi „als Lehrer in der Unterweisung, als Priester im heiligen Kult, als Diener in der Leitung“) und ist damit auch der erste Spender der Sakramente. Er teilt diese Aufgaben mit den Priestern und Diakonen, die ihm unterstehen.
Ein römisch-katholischer Bischof ist, wie die katholischen Priester, männlich.

### Orthodoxe Kirchen

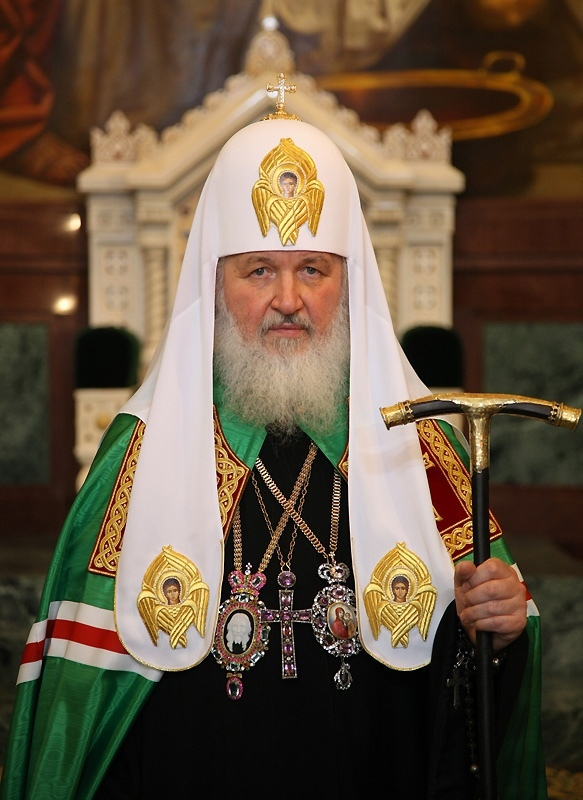
Patriarch Kyrill von Moskau, 2009

Die Ostkirche schließt sich in ihrem Verständnis des Bischofsamts eng an das der alten Kirche an. Die orthodoxen Bischöfe stehen ebenso wie die katholischen (römisch-katholisch, alt-katholisch, anglikanisch) in der apostolischen Sukzession.
Es gibt das dreifache Amtsverständnis, und beim Bischofsamt verschiedene Rangstufen vom Bischof bis zum Patriarchen. Die orthodoxe Kirche kennt jedoch keine geistliche Hierarchie der Bischöfe: Patriarch und Metropolit sind nur Primus inter pares im Bischofskollegium, nicht hierarchische Vorgesetzte, und ein Bischof ist innerhalb seiner eigenen Diözese nicht an Weisungen eines übergeordneten Bischofs gebunden. Andererseits kann eine lokale Synode Entscheidungen treffen, an die der lokale Bischof gebunden ist, und die Entscheidungen ökumenischer oder panorthodoxer Konzile sind auch für Patriarchen bindend.
Da Bischöfe in der orthodoxen Kirche im Zölibat leben, Priester und Diakone aber gewöhnlich verheiratet sind, kommen die meisten orthodoxen Bischöfe aus dem Mönchtum – ein verwitweter Priester kann aber ebenfalls Bischof werden.
Die Wahl der Bischöfe ist in den einzelnen orthodoxen Kirchen verschieden geregelt, jedoch wird die kollektive Zustimmung der Bevölkerung durch den Ruf Axios! (griechisch für „er ist würdig“) als wichtiger Teil der Weihe gesehen. Die Abdankung von Bischöfen aufgrund von Druck aus der Bevölkerung ist ebenfalls häufiger als in der katholischen Kirche. Die Größen der Diözesen unterscheiden sich sehr stark zwischen den einzelnen orthodoxen Kirchen.

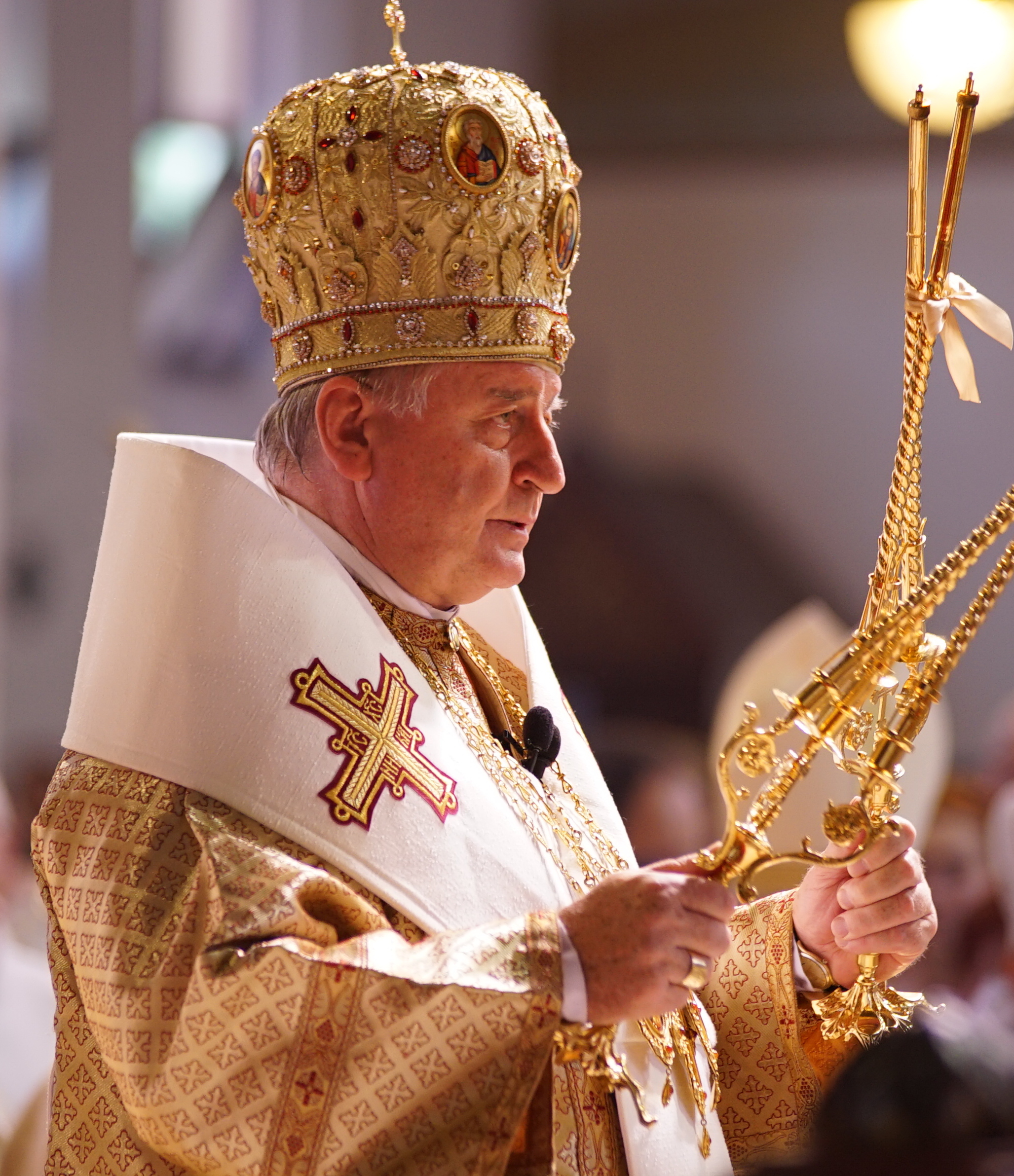
Bischof Ján Babjak SJ mit Sakkos und Omophorion, 2018

Im Unterschied zur römisch-katholischen Kirche ist das Sakrament der Firmung nicht dem Bischof vorbehalten, sondern wird direkt nach der Taufe durch den Priester gespendet. Das Wesen der altkirchlichen Tradition der Herabbittung des Heiligen Geistes auf den Getauften durch den Bischof wird dennoch beibehalten, indem das zur Firmung verwendete Öl nur von bestimmten Bischöfen geweiht werden darf (meist durch den Vorsteher der jeweiligen autokephalen Kirche oder sogar nur durch den Ökumenischen Patriarchen).
Zur liturgischen Kleidung orthodoxer Bischöfe gehört der Sakkos, das dem römisch-katholischen Pallium entsprechende Omophorion, die mit einem Kreuz versehene Mitra oder Stephanos und das auf der rechten Seite getragene Epigonation.

### Kirchen der Reformation

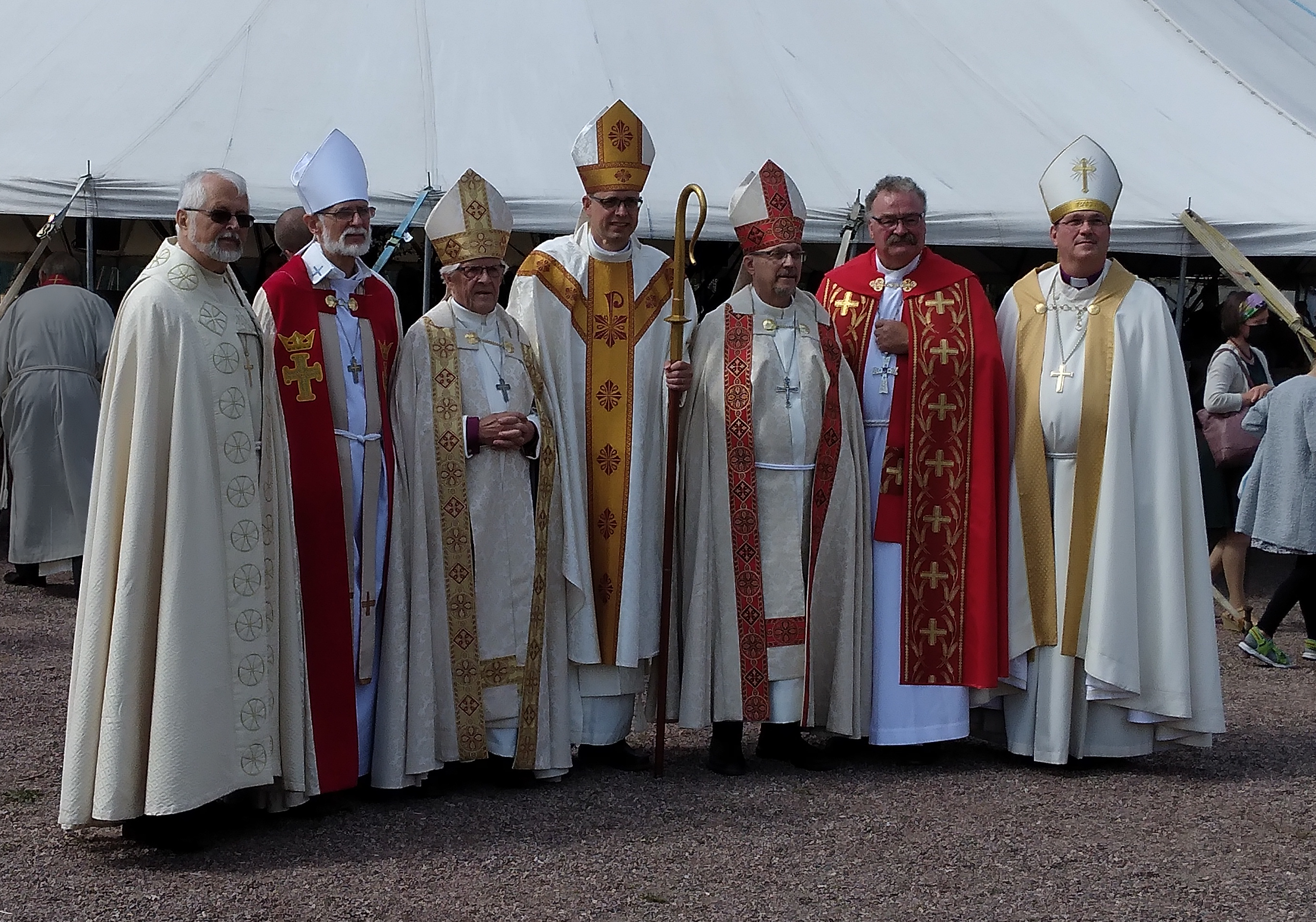
Lutherische Bischöfe aus Norwegen, Schweden, Finnland u. a. (2021)

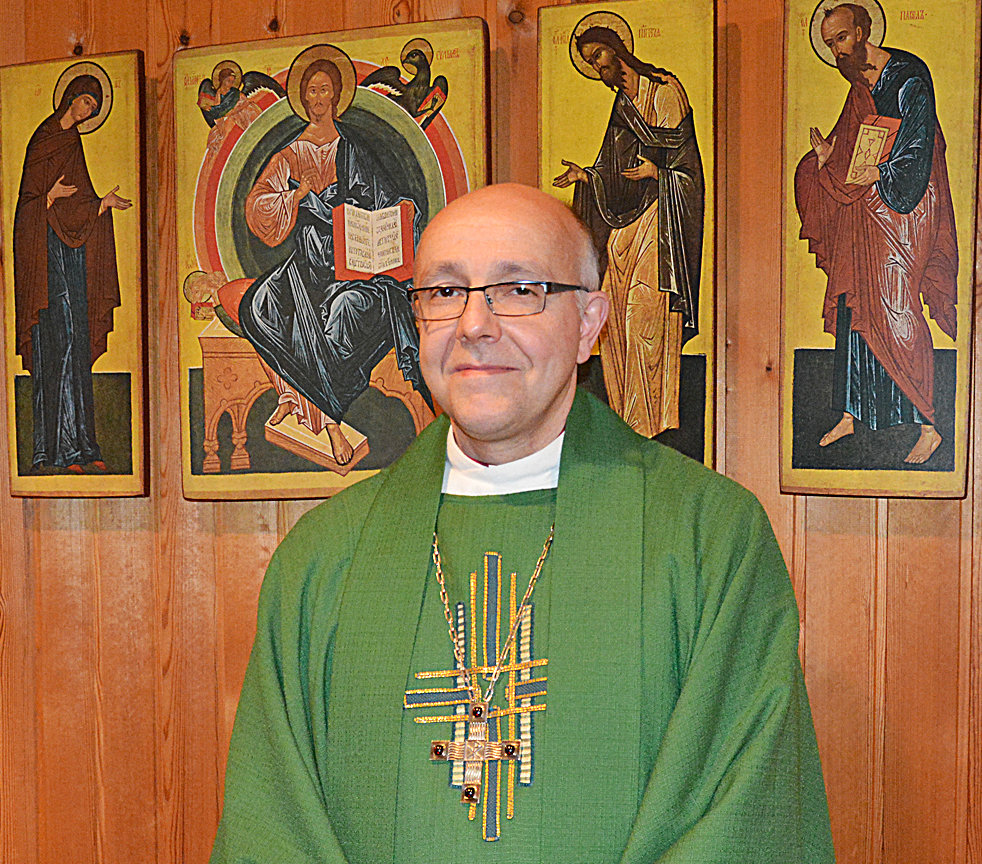
Bischof Hans-Jörg Voigt, von der SELK (2014)

#### Lutherische Kirchen
In den lutherischen Territorialkirchen im Heiligen Römischen Reich deutscher Nation übernahmen die jeweiligen Landesherren faktisch die Leitung der Kirchen („Landesherrliches Kirchenregiment“). Als „Ersatzbischöfe“ übten sie ihre Kompetenzen aber nicht direkt, sondern durch Konsistorien aus. Versuche, das Bischofsamt auf evangelischer Grundlage zu reformieren, waren erfolglos. Im weiteren Verlauf des 16. Jahrhunderts wurden in fast allen Territorien Generalsuperintendenten zur Ausübung der geistlichen Aufsicht eingesetzt. Das änderte sich in den deutschen Monarchien erst durch deren Abschaffung durch die Revolutionen 1918/1919. Im Ergebnis der Debatten in den 1920er Jahren entstand im Deutschen Reich ein „synodal-episkopales Mischsystem“. In Dänemark wurden im Zuge der Reformation 1537 die Bischöfe durch Superintendenten ersetzt, deren Kompetenzen den deutschen Generalsuperintendenten entsprachen. Nur in Schweden blieb das historische Bischofsamt weitgehend erhalten.
Heute gibt es in den lutherischen Kirchen sowohl in Deutschland (VELKD) als auch in Nordeuropa in der Regel das Amt des Bischofs, der für eine Region oder eine Landeskirche zuständig ist und gegenüber den Pfarrern der Ortsgemeinden eine Leitungsfunktion hat. Dieses Amt wird meist als Bischof bezeichnet, daneben ist die Bezeichnung Landesbischof verbreitet. Die Selbständige Evangelisch-Lutherische Kirche (SELK), eine altkonfessionelle lutherische Kirche in Deutschland, wird von einem Bischof geleitet. Er ist Bischof seiner Kirche für die gesamte Bundesrepublik Deutschland.
Unter den lutherischen Kirchen in den Vereinigten Staaten werden manche von einem Bischof geleitet (z. B. ELCA), bei anderen (z. B. Evangelisch-Lutherische Missouri-Synode) wird der leitende Geistliche als Präses bezeichnet.
In Deutschland gibt es, im Unterschied etwa zu den meisten lutherischen Kirchen in Skandinavien und Übersee, keinen eigenen Ritus der Ordination für Bischöfe, diese werden nur in ihr Amt eingeführt. Die Funktion wird nicht als höherer geistlicher Rang, sondern als eine Art Pfarrer im kirchenleitenden Dienst gesehen. Es gibt keine Sakramente, deren Spendung dem Bischof vorbehalten wäre. Im deutschen Sprachraum (anders als z. B. in den skandinavischen Ländern und im Baltikum) spielt die apostolische Sukzession im Bischofsamt für die lutherischen Kirchen keine Rolle. Evangelisch-lutherische Amtsinhaber werden in der Regel von der Synode (Kirchenparlament) für eine bestimmte Zeit oder auf Lebenszeit (meist bis zum 65. oder 68. Lebensjahr) gewählt.
In den meisten evangelischen Kirchen kann das Amt sowohl von Männern als auch von Frauen ausgeübt werden. In der SELK ist es, wie auch die Ordination zum Pfarrer, Männern vorbehalten.

#### Reformierte Kirchen
Die meisten reformierten Kirchen haben eine presbyterianische Struktur, in der die Leitung der Kirche nicht bei einem Bischof, sondern bei einem Gremium von Ältesten liegt, das als Presbyterium, Synode oder Generalversammlung bezeichnet werden kann. Diese Ältesten sind in der Regel nicht ordiniert; ihr Amt wird jedoch als geistliches Amt gesehen, und in manchen Kirchen gibt es eine spezielle Ordination für Älteste.
Die Ältesten beschränken sich jedoch in der Regel im Gegensatz zu Bischöfen auf leitende Funktionen, die Sakramente werden von ordinierten Pfarrern verwaltet – bei den Ältesten liegt jedoch die Verantwortung, die Kirche gemäß der Tradition zu führen, die in episkopalen Konfessionen beim Bischof liegt.
Ausnahmen von dieser Regel finden sich heute in der Evangelisch-reformierten Kirche in Polen, der Reformierten Kirche in Ungarn und den weiteren ungarischen reformierten Kirchen Osteuropas (Rumänien, Serbien, Slowakei, Ukraine), bei denen, ähnlich wie in den meisten lutherischen Kirchen, Bischöfe den Dienst der personalen Aufsicht wahrnehmen und mit den Synoden gemeinsam die Kirche leiten. Auch die im 16. Jahrhundert aus der Reformierten Kirche in Ungarn heraus entstandene Unitarische Kirche (existiert heute in Ungarn und Siebenbürgen) kennt das Bischofsamt, da sie die Kirchenorganisation der Reformierten Kirche übernommen hat.
In den reformierten Landeskirchen in Deutschland heißt die oberste kirchenleitende Person General- oder Landessuperintendent (Lippische Landeskirche), Kirchenpräsident (Evangelisch-reformierte Kirche), in unierten Landeskirchen Präses (Rheinland, Westfalen) oder Kirchenpräsident (Evangelische Kirche der Pfalz, Evangelische Kirche in Hessen und Nassau, Bremische Evangelische Kirche). Die reformierten Kirchen der Schweiz und die Church of Scotland sind presbyterianisch organisiert und kennen keine Bischöfe.

#### Anglikanische Kirche

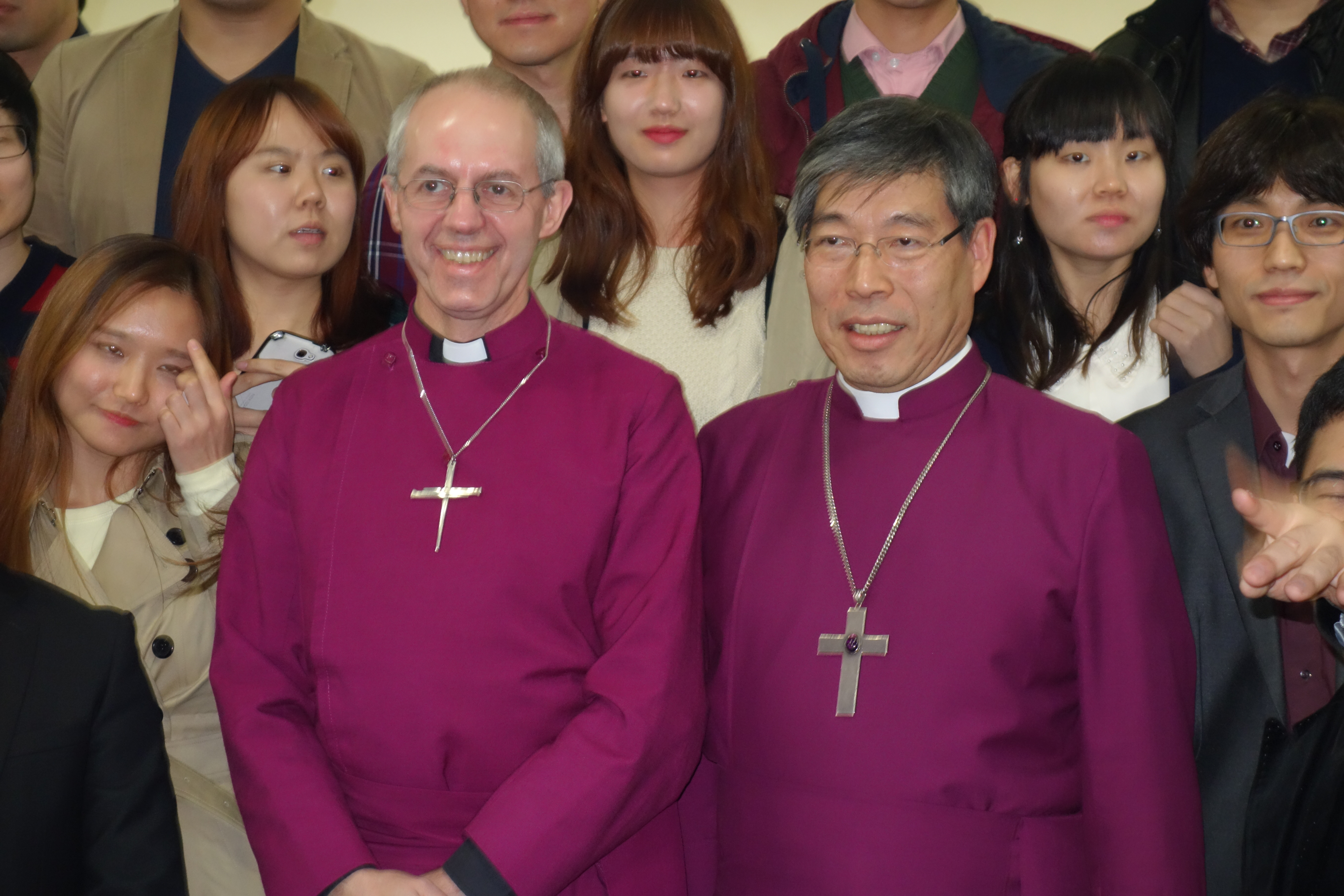
Die anglikanischen Bischöfe Justin Welby (Canterbury) und Kim Geun-Sang (Seoul and Korea)

Die anglikanische Kirche kennt ebenfalls die sakramentale Bischofsweihe und eine bischöfliche Hierarchie mit Primas, Erzbischof, Bischof, und Assistenzbischof. Der Erzbischof von Canterbury, der gleichzeitig Oberhirte der Kirche von England ist, wird auch als primus inter pares der Weltkirche angesehen. Allerdings ist der Erzbischof von Canterbury gegenüber anderen Nationalkirchen nicht weisungsberechtigt. Anglikanische Bischöfe stehen nach vorherrschender Meinung ebenfalls in der apostolischen Sukzession (wobei dies jedoch von der römisch-katholischen Kirche bestritten wird).
Für Anglikaner ist die Diözese die wesentliche Einheit der Kirche. Diözesen sind zu Provinzkirchen zusammengeschlossen, die entweder mit dem Territorium eines Teils eines Nationalstaates, dem Territorium eines einzigen Nationalstaats oder mit den Territorien mehrerer Nationalstaaten übereinstimmen. Die Bischöfe einer Provinzkirche sind zu einer Bischofssynode zusammengeschlossen, die je nach Provinzkirche unterschiedliche Befugnisse und Aufgaben hat. Ein anglikanischer Bischof darf in einer anderen Diözese nur mit Zustimmung des Ortsbischofs tätig werden.
Anglikanische Bischöfe sind oft verheiratet, in vielen anglikanischen Kirchen (darunter seit 2014 in der Church of England) kann auch eine Frau zum Bischof geweiht werden (vgl. Anglikanische Gemeinschaft #Frauenordination). Die Bischofswahl erfolgt nach den Statuten der betreffenden Kirche, gewöhnlich durch ein Gremium von Priestern und Laien.

#### Evangelisch-methodistische Kirche
Der Beginn der methodistischen Bewegung liegt innerhalb der anglikanischen Kirche, deren Bischöfe in der apostolischen Sukzession stehen. Die ersten Methodisten nahmen daher die Sakramente der Anglikanischen Kirche in Anspruch.
Mit der Unabhängigkeitserklärung der Vereinigten Staaten kam für die Methodisten in den Staaten eine Zeit, in der es keine anglikanischen Bischöfe in erreichbarer Nähe gab. Zurückgehend auf die orthodoxe Tradition, beispielsweise im Patriarchat von Alexandria im dritten Jahrhundert, als die Presbyter einen der ihren zum Bischof wählten, definierte John Wesley das methodistische Verständnis vom Bischofsamt: zwischen einem Bischof und einem Ältesten (Presbyter, Pfarrer) gibt es keinen Unterschied im Weihegrad, sondern nur einen Unterschied in der Funktion: ein Bischof ist ein Presbyter, der eine leitende Funktion gegenüber den Presbytern seiner Region hat. Daher kann das Bischofsamt in einer methodistischen Kirche zeitlich begrenzt sein, und der Bischof ist nach Ablauf seiner Amtszeit wieder ein Presbyter wie jeder andere, leitet beispielsweise eine Gemeinde. Es gibt allerdings auch lokale Kirchenordnungen, in denen die Wahl eines Bischofs auf Lebenszeit möglich ist. Die ersten Bischöfe der methodistischen Kirche wurden von John Wesley und einigen anderen ordinierten Geistlichen der anglikanischen Kirche gewählt. In der methodistischen Tradition gibt es also keine apostolische Sukzession des Bischofsamts.
Das Bischofsamt in der evangelisch-methodistischen Kirche in Europa ist in vielen Fällen länderübergreifend: der nordeuropäische Sprengel umfasst beispielsweise die skandinavischen und baltischen Länder, der südosteuropäische Frankreich, Mitteleuropa ohne Deutschland, den Balkan und Nordafrika. Deutschland musste aus politischen Gründen in den 1930er Jahren ein separater Sprengel werden und ist bis heute ein eigener Sprengel geblieben.

#### Kongregationalistische Konfessionen

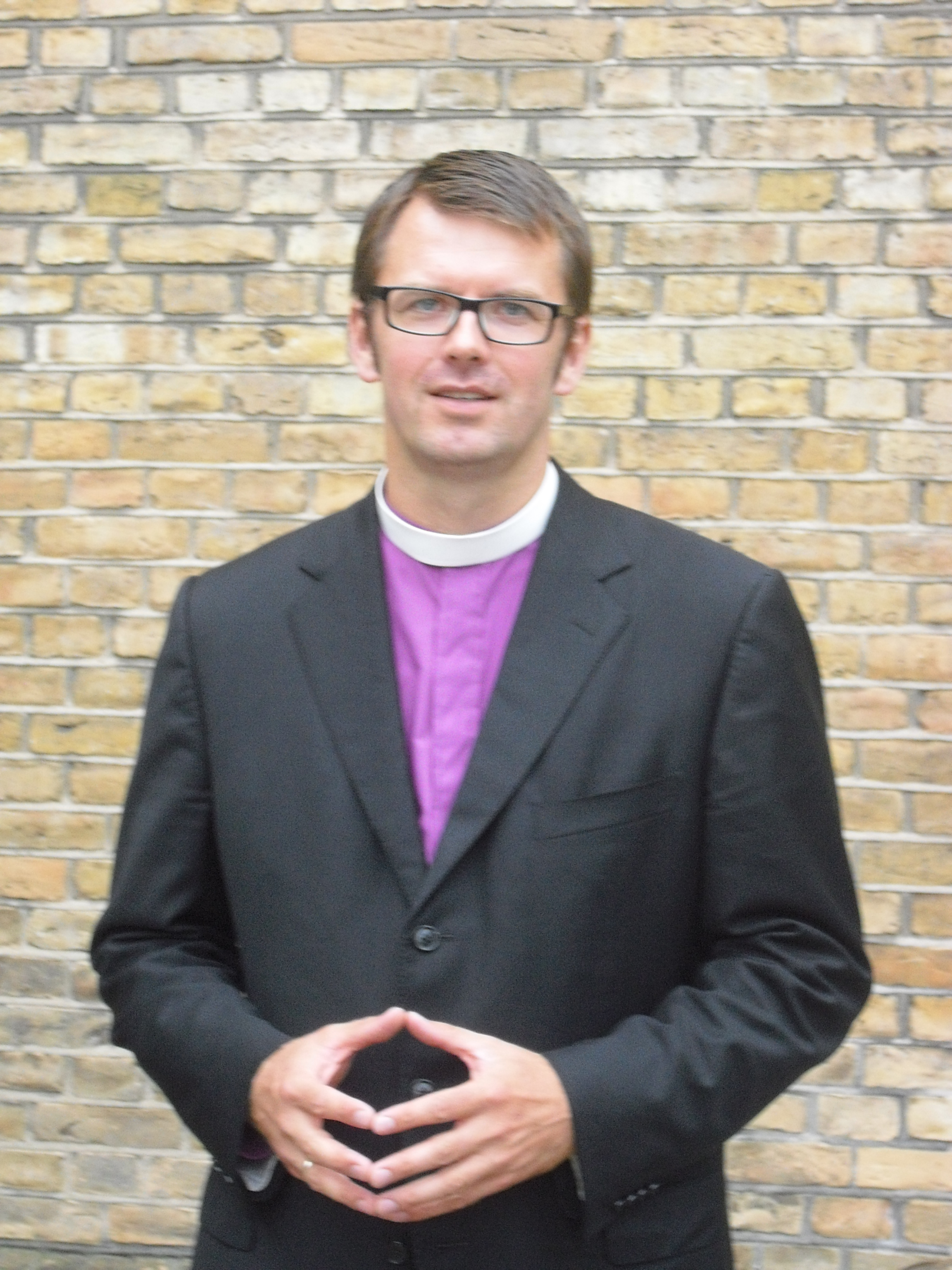
Pēteris Sproģis, lettischer Baptisten-Bischof

Kongregationalistisch strukturierte Konfessionen, beispielsweise die Baptisten und viele Pfingstgemeinden, verfügen nur in seltenen Fällen über ein übergemeindliches Bischofsamt. Ausnahmen sind zum Beispiel die Baptisten in Lettland, Georgien und in der Demokratischen Republik Kongo. Kongregationalistische Kirchengemeinschaften betonen die Autonomie der Ortsgemeinden und halten die Begriffe Bischof und Ältester für synonym. Die meisten dieser Gemeinden kennen jedoch unter verschiedenen Bezeichnungen die Funktionen des dreifachen Amtes auf Gemeindeebene: Es gibt einen Gemeindeleiter (episkopos), ein Gremium von Ältesten (presbyteroi) und diakonische Funktionen. Sie begründen das unter anderem mit Hinweis auf Apostelgeschichte 20,17–35  (Abschiedsrede des Paulus vor den Ältesten der Gemeinde Ephesus; siehe besonders die Verse 17 und 28). Dass das Bischofsamt ursprünglich eine Funktion der Ortsgemeinde war, wird ihres Erachtens auch an der alten katholischen Praxis deutlich, den Bischofstitel mit einem Ortsnamen zu verbinden.

### Altkatholische Kirche

Craig J. N. de Paulo, Bischof von Bala Cynwyd, Pennsylvania, 2014

Nach altkatholischem Verständnis ist das Bischofsamt das höchste Amt der Kirche und an eine tatsächlich existierende Diözese gebunden. Hierin kommt der altkirchliche Grundsatz zum Ausdruck, der von Urs Küry um den zweiten Halbsatz erweitert wurde: nulla ecclesia sine episcopo, nullus episcopus sine ecclesia (keine Kirche ohne Bischof, kein Bischof ohne Kirche). Daher gibt es in den altkatholischen Kirchen Weihbischöfe nur noch in seltenen Fällen (z. B. schwere Krankheit oder hohes Alter des amtierenden Bischofs).
Voraussetzung für die Bischofsweihe ist, dass der Kandidat für das Bischofsamt vor der Bischofsweihe bereits zum Diakon und zum Priester geweiht wurde (Weihen, die in anderen katholischen Kirchen erfolgten, werden als gültig anerkannt und daher nicht wiederholt).
Folgende Schritte sind einzuhalten:
1. Der Kandidat muss vom dazu berufenen Gremium einer Diözese oder Landeskirche (Domkapitel oder Synode) zum Bischof gewählt werden. Dies ist die heutige Form der altkirchlichen Bischofswahl „durch Klerus und Volk“
2. Die Bischofsweihe erfolgt durch das Weihegebet unter vorausgehender Handauflegung durch einen in apostolischer Sukzession stehenden Bischof und gewöhnlich unter Assistenz wenigstens zweier weiterer Bischöfe

Merkmal eines altkatholischen Bischofs ist folglich, dass dieser sowohl gewählt als auch geweiht wurde. Fehlt der erste Schritt (wie dies bei Vagantenbischöfen der Fall ist), stellt das die Gültigkeit der Weihe in Frage. Ist dagegen der Konsekrand gültig gewählt, die Weihe jedoch noch nicht vollzogen, kann dieser als „Bischof electus“ – wenn die Ordnung seiner Ortskirche dies zulässt – bereits bischöfliche Funktionen ausüben, die nicht die Bischofsweihe voraussetzen.
Die altkatholischen Kirchen sind autonome Ortskirchen. So kommt dem Erzbischof von Utrecht, der zugleich Präsident der Internationalen Bischofskonferenz der Utrechter Union ist, als Inhaber des ältesten Bischofssitzes der Ehrenvorrang zu, er hat aber keine jurisdiktionellen Befugnisse, die über seinen Sprengel hinausgehen.
Der Eintritt in den Ruhestand und das Höchstalter des Bischofs sind auf ortskirchlicher, das heißt nationaler Ebene geregelt. In Deutschland etwa gilt, dass der Bischof oder die Bischöfin mit dem Erreichen des gesetzlichen Rentenalters in den Ruhestand tritt. In der Schweiz gilt 70 als Altersgrenze, nach der ein Bischof in den Ruhestand treten muss. Auch danach kann er oder sie in der Liturgie noch bischöfliche Funktionen ausüben, während die Leitung des Bistums allein dem Nachfolger oder der Nachfolgerin zukommt.
Die Insignien eines altkatholischen Bischofs entsprechen denen eines römisch-katholischen Bischofs: Mitra, Stab, Ring und Brustkreuz. Aufgrund der Trennung von Rom tragen die Erzbischöfe von Utrecht seit 1723 kein Pallium. Sie nehmen jedoch für sich beim feierlichen Einzug das Privileg eines Vortragekreuzes in Anspruch, welches mit dem Korpus zu ihnen gewendet ist. Dieses Privileg war ursprünglich mit der Verleihung des Palliums verbunden.
Entsprechend der altkirchlichen Überlieferung bleiben die Weihen der heiligen Öle, die Kirch- und Altarweihe sowie die Sakramente der Firmung und der Weihe dem geweihten Bischof vorbehalten. Ist er in einem Gottesdienst anwesend, so kommt ihm in der Regel die Leitung der Heiligen Messe und die etwaige Spendung anderer Sakramente zu, auch wenn sie ihm nicht ausdrücklich vorbehalten sind. Ein altkatholischer Bischof kann in allen Gemeinden seines Bistums aus seelsorgerischen Gründen gottesdienstliche Handlungen vornehmen (z. B. Taufen, Trauungen, Krankensalbungen, Requiem).
In einigen altkatholischen Kirchen kann, seit dort auch Frauen durch Synodenbeschlüsse zur Ordination zugelassen wurden, Frauen die Bischofsweihe gespendet werden. Altkatholische Bischöfe sind nicht zum Zölibat verpflichtet.

### Neuapostolische Kirche
Die Neuapostolische Kirche (NAK) kennt drei Amtsklassen: Diakone, Priester und Apostel. Die Apostel, im Apostolat zusammengefasst mit dem Stammapostel als Haupt, bilden die höchste Ämterhierarchie.
Unter den priesterlichen Ämtern ist die Amtsstufe des Bischofs die höchste. Bischöfe werden in der Regel, wie auch die Apostel, direkt durch den Stammapostel ordiniert. Sie unterstützen ihren Apostel teils in ehrenamtlicher Tätigkeit, teils auch im festen Dienst der Kirche. Die priesterlichen Ämter in der NAK führen Gottesdienste durch, spenden das Sakrament der Heiligen Wassertaufe und das Sakrament des Heiligen Abendmahls, nehmen neue Mitglieder in die Kirche auf, segnen die Kirchenmitglieder zu Konfirmationen, Verlobungen, Trauungen, Hochzeitsjubiläen und führen Trauerfeiern durch. Das Bischofsamt wird in dem 2012 erschienenen Katechismus der Neuapostolischen Kirche auch so beschrieben:

„Bischof (gr.: ‚episkopos‘) bedeutet ‚Aufseher‘. Der Bischof ist unmittelbarer Mitarbeiter des Apostels. Im Einssein mit dem Apostel betreut und unterweist er die Amtsträger und nimmt spezielle seelsorgerische Aufgaben wahr.“

### Vereinigung Apostolischer Gemeinden (VAG)
Aufgrund der Geschichte der Vereinigung Apostolischer Gemeinden und ihrer Ursprünge in katholisch-apostolischer und neuapostolischer Tradition kennen auch diese Gemeinschaften eine Dreiteilung des ordinierten Dienstes in: Apostel, priesterliche Ämter (Priester, Hirte, Evangelist, Ältester und Bischof) und Diakonat. Unter den priesterlichen Ämtern gibt es jedoch keine Rangordnung. Es gibt die drei charismatischen Ämter Priester, Hirte und Evangelist und die Leitungsämter Ältester und Bischof. Die Bischöfe sind die nächsten Mitarbeiter der Apostel. Sie stehen den Aposteln bei der geistlichen und organisatorischen Leitung zur Seite, was sich auch darin ausdrückt, dass sie seit einigen Jahren an den Apostelkonferenzen teilnehmen. Die Bischöfe tragen in der Regel die Verantwortung für mehrere Ältestenbezirke, die wiederum aus einzelnen Gemeinden bestehen. Das Ordinationsrecht hatten in der VAG bis vor einigen Jahren nicht die Bischöfe, sondern die Apostel. Dies wurde inzwischen geändert und auch Bischöfe haben das Ordinationsrecht.
In der deutschen Apostolischen Gemeinschaft bilden die Apostel, Bischöfe und Ältesten den satzungsgemäßen Vorstand, der sich gegenüber der Delegiertenversammlung, die von den Mitgliedern gewählt wird, verantworten muss. Ähnliches gilt für die Vereinigung Apostolischer Christen in der Schweiz. In Frankreich gibt es, aufgrund der sehr geringen Größe der Gemeinschaft, keinen Bischof, die niederländischen Gemeinden werden seit dem Ruhestand des Apostels Den Haan am 18. März 2012 von dem neu ordinierten Bischof Bert Wolthuis geleitet, der die Gemeinschaft auch in der Apostel- und Bischofsversammlung der europäischen Gemeinschaften vertritt.
Seit 2003 ist in der europäischen VAG die Frauenordination für alle Ämter möglich und z. T. umgesetzt, d. h., dass auch das Bischofsamt von beiden Geschlechtern ausgeübt werden kann.

### Ökumene

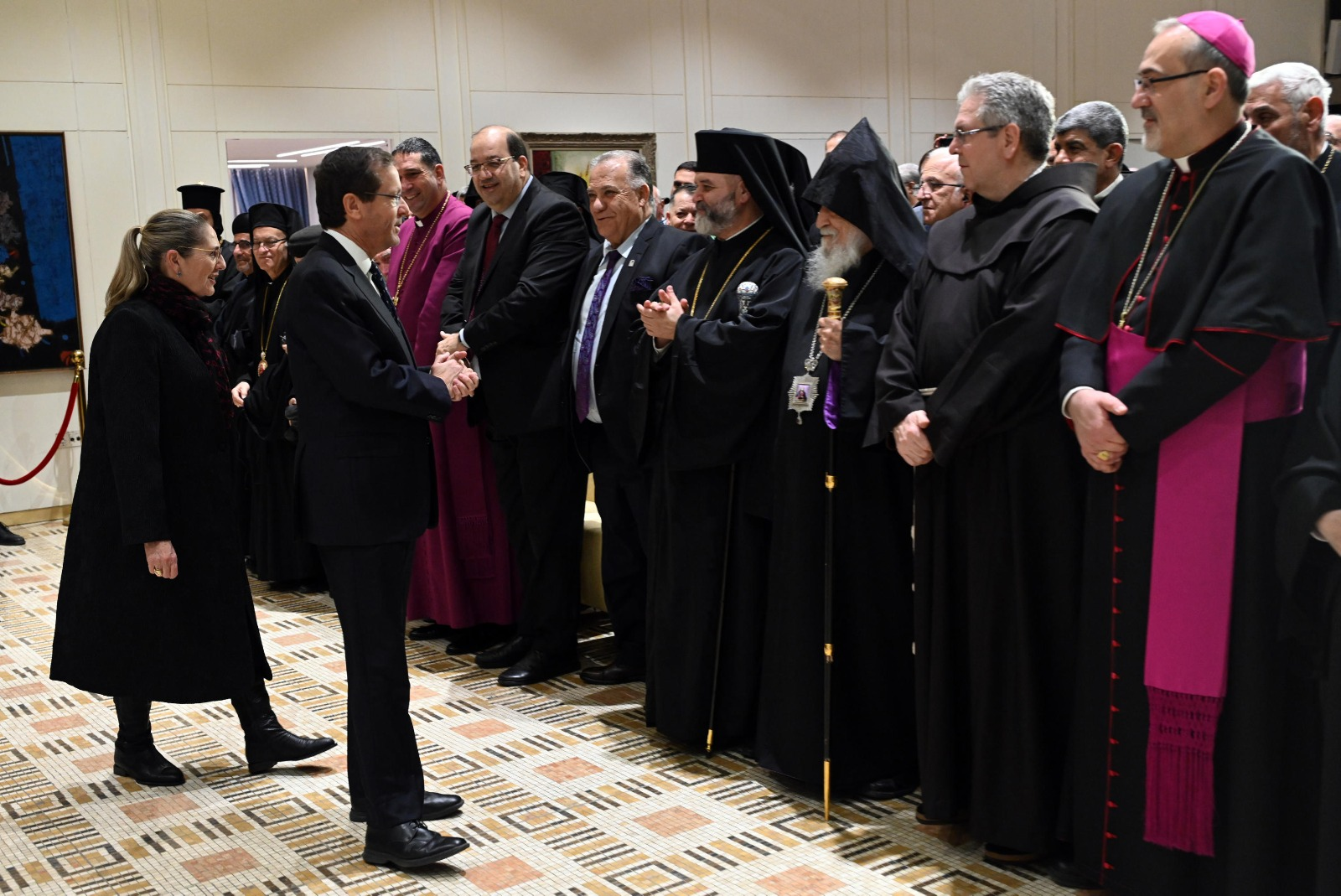
Katholische, orthodoxe und evangelische Bischöfe in Jerusalem, 2022

Zwischen den christlichen Konfessionen sind die Bischofsämter nicht deckungsgleich. Die ökumenische Theologie bringt die unterschiedlichen Ansätze miteinander ins Gespräch.
Im evangelisch-katholischen Dialog „über das Amtsverständnis sind grundlegende Übereinstimmungen erreicht worden“, stellt der Ökumenische Arbeitskreis 2020 fest. Problematisch bleiben jedoch zwischen protestantischer und katholischer Theologie insbesondere die apostolische Sukzession und die bischöfliche Kollegialität. In diesen Bereichen besteht aus katholischer Sicht auf protestantischer Seite ein Mangel. Regional lässt sich in der Ökumene eine Pluralisierung feststellen. Insbesondere bestehen große Unterschiede zwischen den Gesprächen im Norden Europas (Finnland und Schweden) und denen in Deutschland.
Im katholisch-orthodoxen ökumenischen Dialog über das Bischofsamt stellt sich vor allem die Stellung des Papsts, des Bischofs von Rom, als problematisch dar. Die neue Betonung der Kollegialität auf dem Zweiten Vatikanischen Konzil wird von orthodoxer Seite hingegen als positiver Schritt gewertet.

### Orthodoxes Bischofsamt
- Jean Zizioulas: Eucharist, Bishop, Church. The Unity of The Church in The Divine Eucharist and The Bishop During the First Three Centuries. Holy Cross Orthodox Press, Brookline, Mass. 2001, ISBN 978-1-885652-51-5.

### Katholisches Bischofsamt
- Josef Hasenfuß: Die Bischöfe – Nachfolger der Apostel. Im neuen nachkonziliaren Kirchenverständnis. Paul Pattloch, Aschaffenburg 1970.
- Johannes Neumann: Bischof / I. Das katholische Bischofsamt, in: Gerhard Müller u. a. (Hrsg.): TRE, Band 6, Berlin/New York, 1976–2007, S. 653–682.
- Martin Leitgöb: Vom Seelenhirten zum Wegführer. Sondierungen zum bischöflichen Selbstverständnis im 19. und 20. Jahrhundert. Die Antrittshirtenbriefe der Germanikerbischöfe 1837–1962. Herder, Rom 2004, ISBN 3-451-26458-7.
- Joseph Ratzinger: Die pastoralen Implikationen der Lehre von der Kollegialität der Bischöfe, in: Gesammelte Schriften 12, Herder, Freiburg/Basel/Wien 2010, S. 233–261.
- Joseph Ratzinger: Die kirchliche Lehre vom Sacramentum ordinis, in: Gesammelte Schriften 12, Herder, Freiburg/Basel/Wien 2010, S. 70–84.
- Sabine Demel, Klaus Lüdicke: Zwischen Vollmacht und Ohnmacht. Die Hirtengewalt des Diözesanbischofs und ihre Grenzen. Herder, Freiburg 2016, ISBN 978-3-451-80693-3.

### Evangelisches Bischofsamt
- Martin Luther: Wider den falsch genannten geistlichen Stand des Papstes und der Bischöfe, Weimarer Ausgabe 10/2, S. 105–158, 1522.
- Wilhelm Maurer: Das synodale evangelische Bischofsamt seit 1918. Berlin 1955.
- Dorothea Wendebourg: Die Reformation in Deutschland und das bischöfliche Amt. In: Die eine Christenheit auf Erden. Aufsätze zur Kirchen- und Ökumenegeschichte, Tübingen 2000, S. 195–224, ISBN 978-3-16-147297-8.
- Norbert Roth: Das Bischofsamt der evangelischen Kirche. Vandenhoeck & Ruprecht, Göttingen 2012, ISBN 978-3-7887-2643-0.

### Ökumene
- Athanasios Vletsis: Einig in der Theologie der Ämter? Das Amtsverständnis in Lumen Gentium aus der Sicht der orthodoxen Theologie. In: Zeitschrift für katholische Theologie. Band 137, Nr. 3/4, 2015, ISSN 0044-2895, S. 314–333.
- Ökumenischer Arbeitskreis Evangelischer und Katholischer Theologen: Gemeinsam am Tisch des Herrn. Herder, Freiburg im Breisgau 2020, ISBN 978-3-451-38647-3.
- Phil Schulze Dieckhoff: Das Bischofsamt im Dialog: lutherisch-katholische Verständigungen (= Konfessionskundliche und kontroverstheologische Studien. Band 85). Bonifatius, Paderborn 2022, ISBN 978-3-9879000-2-0.